# Gaertnera pendula
Gaertnera pendula är en måreväxtart som beskrevs av Wenceslas Bojer. Gaertnera pendula ingår i släktet Gaertnera och familjen måreväxter.
Artens utbredningsområde är Mauritius. Inga underarter finns listade i Catalogue of Life.